# Kochánovské javory
Kochánovské javory jsou památné stromy v katastrálním území Kochánov II, asi 3 km západně od Hartmanic, při komunikaci, která spojuje samotu Schöpfrův Dvůr a osadu Busil. Nachází se  v okrese Klatovy v Plzeňském kraji. Tři javory kleny (Acer pseudoplatanus) rostou nedaleko silnice, obvody jejich kmenů měří 220, 245 a 251 cm, koruny stromů dosahují do výšky 20 m (měření 1995). Javory jsou chráněny od roku 1995 jako krajinná dominanta.

## Stromy v okolí
- Lípa u Chalupských